# Herzogiella perrobusta
Herzogiella perrobusta là một loài Rêu trong họ Hypnaceae. Loài này được (Broth.) Z. Iwats. mô tả khoa học đầu tiên năm 1970.